# Дилън Уолш
Дилън Уолш (на английски: Dylan Walsh) (роден на 17 ноември 1963 г.) е американски актьор. 

## Биография
Чарлз Хънтър Уолш е роден на 17 ноември 1963 година в Лос Анджелис, Калифорния.  Неговият дядо по майчина линия, Франк П. Хейвън е бил главен редактор на Лос Анджелис Таймс.  Родителите му работят за външното министерство, те се запознават в Етиопия.  В резултат на това Уолш живее в Кения, Индия, Пакистан и Индонезия като дете.  Семейството му се завръща в Съединените щати, когато той е на десет години и се установява във Вирджиния, където Уолш започва да играе в гимназията. Завършва Университета на Вирджиния през 1986 г. със степен по английски език. След като завършва колеж, Уолш се премества в Ню Йорк, за да работи професионално.

### Кариера
Най-известен е с ролята си на д-р Шон Макнамара в сериала „Клъцни/Срежи“ (2003 – 2010). Уолш играе и Луис в „Огънят на Гейбриъл“ (1990 – 1991) и Ал Бърнс в „Незабравимо“ (2011 – 2016).

### Личен живот
От 1996 до 2003 г. е женен за актрисата Мелора Уолтърс, от която има 2 деца, родени съответно през 1996 и 1997 г.
На 10 октомври 2004 г. се жени за актрисата Джоана Гоинг, от която има дъщеря, родена през 2003 г. На 15 декември 2010 г. Уолш обявява, че се развежда.
Уолш среща Лесли Бурк и има дъщеря Амели Бел  и син Хъдсън Скот.  Уолш и Бурк се женят на 3 юни 2022 г. в Ню Орлиънс, Луизиана. Бурк вече е Лесли Уолш.

## Избрана филмография

### Кино
| Година | Филм                        | Оригинално заглавие | Роля                | Режисьор          |
| ------ | --------------------------- | ------------------- | ------------------- | ----------------- |
| 1990   | Where the Heart Is          | Where the Heart Is  | Том                 | Джон Бурман       |
| 1994   | Няма балами                 | Nobody's Fool       | Питър Съливан       | Робърт Бентън     |
| 1995   | Конго                       | Congo               | Питър Елиът         | Франк Маршъл      |
| 2002   | Кръв                        | Blood Work          | Детектив Джон Уолър | Клинт Истууд      |
| 2006   | Къщата на езерото           | The Lake House      | Морган Прайс        | Алехандро Агрести |
| 2010   | Секретариат – конят легенда | Secretariat         | Джон Туиди          | Рандъл Уолъс      |

### Телевизия
| Година  | Филм            | Оригинално заглавие | Роля          | Бележки |
| ------- | --------------- | ------------------- | ------------- | ------- |
| 2003/10 | Клъцни/Срежи    | Nip/Tuck            | Шон Макнамара |         |
| 2021/23 | Супермен и Лоис | Superman & Lois     | Сам Лейн      |         |